# تياغو كزافييه
تياغو كزافييه (بالبرتغالية: Thiago Xavier Rodrigues Corrêa‏) هو لاعب كرة قدم برازيلي، ولد في 27 ديسمبر 1983 في ريو دي جانيرو في البرازيل. لعب مع بوتافوغو ريغاتاس ونادي بيروجيا ونادي تروا ونادي شاتورو.

## وصلات خارجية
- تياغو كزافييه على موقع رابطة كرة القدم الفرنسية للمحترفين (الإنجليزية)
- تياغو كزافييه على موقع قاعدة بيانات كرة القدم.إي يو (الإنجليزية)
- تياغو كزافييه على موقع Soccerway.com (الإنجليزية)
- تياغو كزافييه على موقع AS.com (الإسبانية)